# 舒爾茨半島
78°52′S 162°39′E / 78.867°S 162.650°E
舒爾茨半島是南極洲的半島，位於維多利亞地南部，處於斯凱爾頓冰川終點東面，長16公里、寬8公里，該半島根據美國地質調查局的測量和美國海軍的空中照片被繪入地圖。